# Косточкин, Владимир Владимирович
Влади́мир Влади́мирович Косточкин (27 апреля 1920, Москва — 11 мая 1992, Москва) — советский и российский архитектор-реставратор, историк, искусствовед, известный специалист по древней русской архитектуре, в особенности крепостному оборонному зодчеству (фортификации). Кандидат искусствоведения, доктор исторических наук, профессор.

## Биография
Окончил Московский архитектурный институт в 1947 году, кандидат искусствоведения, доктор исторических наук с 1964 года, профессор Московского архитектурного института, заслуженный архитектор РСФСР (1990), заведующий кафедрой архитектурной реставрации в Московском архитектурном институте в 1971—1977 гг. Заместитель председателя президиума научно-методического совета по охране памятников культуры при Министерстве культуры СССР, руководитель секции реставрации. Внёс значительный вклад в совершенствование методики охраны и реставрации памятников истории и культуры.
Среди других исследователей древней русской архитектуры В. В. Косточкина отличали особый интерес к фортификационному строительству, внимание к памятникам отдалённого севера, например Колы, и северо-востока (Прикамье), а также задачи архитектурной реставрации.
Похоронен в Москве на Введенском кладбище (уч. 20).

## Сочинения
Среди книг В. В. Косточкина как научно-популярные издания, такие как книги в серии «Дороги к прекрасному», альбомные издания, а также специальные научные работы.
- Крепость Ивангород // Материалы и исследования по археологии СССР, № 31. М., 1952.
- Метательная артиллерия и оборонительные сооружения древней Руси (в соавторстве с А. Н. Кирпичниковым, Н. Н. Ворониным и И. Н. Хлопониным) / Под редакцией Н. Н. Воронина. М.: Издательство Академии наук СССР, 1958.
- Архитектурные памятники Торопца // Памятники культуры: Исследования и реставрация. Вып. 1. М., 1959.
- Русское оборонное зодчество конца XIII — начала XVI веков. М.: Издательство Академии наук, 1962.
- Государев мастер Фёдор Конь / В. В. Косточкин. — М.: Наука, 1964. — 160 с. (в пер.)
- Древние русские крепости / В. В. Косточкин. — М.: Наука, 1964. — 144 с. (обл.)
- Троице-Сергиева Лавра (в соавторстве с Н. Н. Ворониным). М., 1968.
- Крепостное зодчество Древней Руси: Альбом / Автор текста и составитель альбома д-р ист. наук, проф. В. В. Косточкин; В подборе иллюстраций принял участие науч. сотр. музея А. Г. Налетов; Государственный научно-исследовательский музей архитектуры имени А. В. Щусева. — М.: Изобразительное искусство, 1969. — 168 с. — 20 000 экз. (в пер., суперобл.)
- Древнерусские города. Памятники зодчества. XI—XVII вв. / В. В. Косточкин. — М.: Искусство, 1972. — 880 с. — 20 000 экз. (в пер., кор.)
- Деревянный «город» Колы (Из истории русского оборонного зодчества конца XVI — начала XVIII вв.) // Материалы и исследования по археологии СССР, № 77.
- Тропой легендарного Трувора. (Серия: Дороги к прекрасному). М.: Искусство, 1971. Тираж 50 000 экз.
- Старым Смоленским трактом. (Серия: Дороги к прекрасному). М.: Искусство, 1972. Тираж 75 000 экз.
- Поясом немеркнущей славы. (Серия: Дороги к прекрасному). М.: Искусство, 1975. Тираж 75 000 экз.
- Проблемы воссоздания в древнерусском наследии. М., 1985.
- Чердынь. Соликамск. Усолье / В. В. Косточкин. — М.: Стройиздат, 1988. — 184 с. — 25 000 экз. — ISBN 5-274-00186-6. (в пер.)

## Научные статьи
Ниже приведены некоторые из научных статей В. В. Косточкина.
- Русское крепостное зодчество XIV—XVII веков // Советская архитектура. Сб. 8, 1957.
- О регулярной планировке в крепостной архитектуре Русского государства // Ежегодник Института истории искусств за 1957 г. — М., 1958. С. 57—81.
- Топография Ивангорода в XVI в. // Советская археология. № 3. М., 1961.
- О сущности архитектурно-реставрационного искусства // Архитектура СССР. 1968. № 3.
- Новые данные о стенах и башнях Соловецкого монастыря // Архитектурное наследство. Вып. 20. Л.-М., 1972.
- Новое Усолье — родина А. Н. Воронихина // Архитектура СССР. 1974. № 7. С. 44—47.

## Редактирование
Владимир Владимирович был научным редактором ряда изданий, в частности:
- совместно с И. Э. Грабарём и В. Н. Лазаревым — сборников «Памятники культуры: Исследования и реставрация» (Москва, 1959—1963, Выпуски I—IV).
- совместно В. Н. Лазаревым, Г. К. Вагнером, М. А. Ильиным и О. И. Подобедовой — сборника «Древнерусское искусство. Художественная культура Москвы и прилежащих к ней княжеств. XIV—XVI вв.» (Москва: Наука, 1970).